# Überschwemmungen in Europa 2023
Die Überschwemmungen in Europa 2023 ereigneten sich im Mai in den Staaten Bosnien-Herzegowina, Italien, Kroatien, Österreich und Serbien, im August in Slowenien, Österreich, Norwegen und Schweden, sowie im September in Griechenland, der Türkei, Bulgarien und Libyen und im Dezember in Deutschland.

## Mai

### Wetterlage
Die Tiefs Andreas und Chappu (internationaler Name: Minerva) waren im Mittelmeerraum für die schweren Unwetter mit Starkregen verantwortlich, die zu Überschwemmungen in Italien und auf dem Balkan führten. Auch betroffen waren Kroatien und Bosnien-Herzegowina. Die Überschwemmungen sind vergleichbar mit dem verheerenden Hochwasser in der Eifel 2021.

### Betroffene Gebiete

#### Bosnien-Herzegowina
In Bosnien-Herzegowina hat der Dauerregen zu Überschwemmungen geführt. Am schwierigsten war die Lage im Nordwesten, wo die Flüsse Una und Glina in den Städten Bihac, Velika Kladusa und Bosanska Krupa über die Ufer traten.

#### Italien

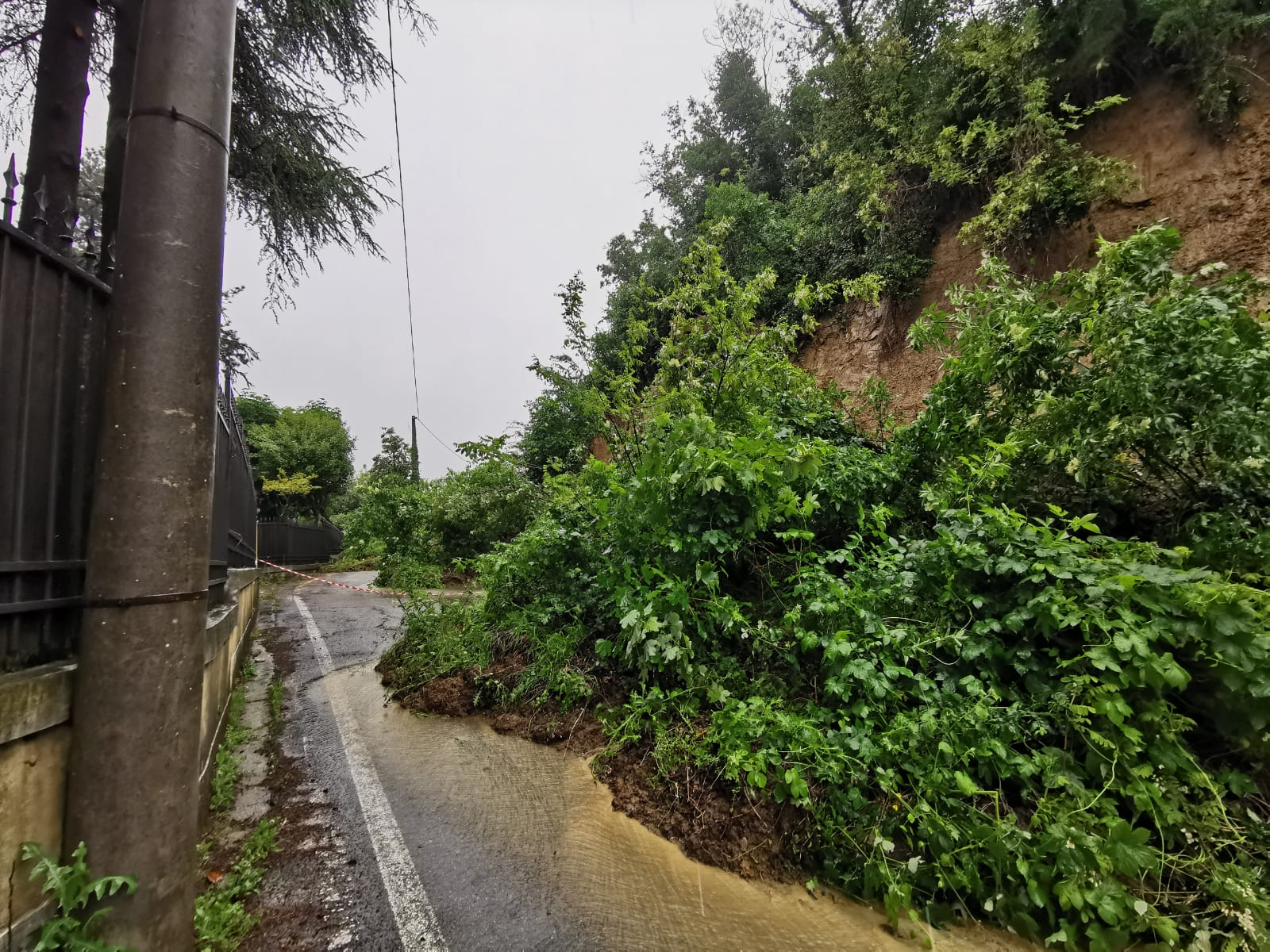
Ein Erdrutsch in Sasso Marconi, in der Nähe von Bologna

Seit Anfang Mai 2023 kam es in der Region Emilia-Romagna zu Überschwemmungen und Erdrutschen. Etliche Flüsse traten über die Ufer und überschwemmten ganze Ortschaften. Am Flughafen Bologna fiel kurz der Strom aus, die Abfertigungen sowie Starts und Landungen mussten deshalb gestoppt werden. In der Stadt Bologna wurden viele überflutete Straßen gesperrt, der Bahnverkehr kam vielerorts zum Erliegen. Einige Schulen blieben geschlossen. Am 15. Mai 2023 steuerte das Tief Minerva aus dem Süden auf Italien zu, brachte auf die Insel Sizilien stürmische Winde und teils kräftigen Niederschlag. In den Gemeinden Ravenna und Cervia wurden die Strände wegen der gefährlichen hohen Wellen gesperrt. Das Formel-1-Rennen in Imola am 21. Mai 2023 wurde wegen der heftigen Regenfälle und Überschwemmungen abgesagt. Einer Attributionsstudie zufolge hat ein Niederschlagsereignis wie das beobachtete in der Region eine Wahrscheinlichkeit von 0,5 % jährlich, tritt also mit einer Frequenz von 200 Jahren auf. Der menschengemachte Klimawandel führt anders als in anderen Weltregionen hier zu weniger Starkregenereignissen durch eine Abnahme der Anzahl an Tiefdrucksystemen im Mittelmeerraum.

#### Kroatien
Nach tagelangen heftigen Regenfällen haben Überschwemmungen in Teilen Kroatiens Schäden angerichtet. Die Ortschaft Hrvatska Kostajnica, 90 Kilometer südlich von Zagreb, stand unter Wasser. Der Fluss Una, ein Nebenfluss der Save, trat aus seinen Ufern. Der Zivilschutz und die Freiwillige Feuerwehr errichteten Dämme aus Sandsäcken. Die Behörden in der 2700-Einwohner-Gemeinde riefen den Notstand aus.

#### Österreich
Zahlreiche Regionen in Österreich wurden von Dauerregen heimgesucht. Im Tiroler Zillertal führte ein Hangrutsch dazu, dass ein Ortsteil der Gemeinde Schwendau nur zu Fuß erreichbar war. Es wurde die Straße nach Kleinschwendberg für den Autoverkehr gesperrt, ca. 30 Personen waren davon betroffen. Am 22. Mai 2023 begannen die Aufräumarbeiten.
Einzelne Bahnstrecken in Tirol und in der Steiermark blieben nach dem starken Regen abschnittsweise gesperrt. Es waren die Südbahn zwischen Spielfeld-Straß und Leibnitz sowie in Tirol zwischen Ötztal und Landeck-Zams. Die Aufräumarbeiten dauerten mehrere Wochen. Die Donau in Wien führte ab dem 17. Mai 2023 überschaubares Hochwasser.

#### Serbien
In Serbien stand die Stadt Novi Sad, die Hauptstadt der nordserbischen Provinz Vojvodina unter Wasser.

## August
Das Tief Zacharias führte im August 2023 zu starken Stürmen und Niederschlägen mit daraus resultierenden Überschwemmungen und Erdrutschen, die insbesondere in Slowenien und Österreich schwere Schäden verursachten.

## September
Das Sturmtief Daniel führte vom 4. bis 7. September zu Starkregen und Überschwemmungen mit mindestens 27 Toten in Griechenland, Bulgarien und der Türkei. Anschließend zog es weiter nach Südwesten, wo es am 10. September auf die libysche Küste traf und mindestens 2000 Todesopfer verursachte.

## Dezember
Ab Weihnachten kam es nach starken Regenfällen zu einem Hochwasser in Norddeutschland. Mehrere Ortschaften wurden evakuiert.